# Frequenzumrichter
Ein Frequenzumrichter ist ein Stromrichter, der aus der speisenden Wechselspannung eine andere Wechselspannung erzeugt.
Meist sind Ausgangs-Frequenz und Ausgangs-Amplitude veränderbar. Die Geräte dienen im Gegensatz zu „einfachen“ Umrichtern meist der Versorgung von Drehstrom-Asynchronmotoren, da sie Frequenz und Amplitude der Ausgangswechselspannung mittels Sensortechnik nach den Anwendungen des Motors und dessen aktueller Last einregeln. Sogenannte Servoumrichter besitzen zudem Eingänge für die Winkelposition des Rotors und können als Positionierantrieb verwendet werden.
Frequenzumrichter können je nach Bauart mit Einphasenwechselspannung, Dreiphasenwechselspannung oder Gleichspannung gespeist werden und daraus eine Dreiphasenwechselspannung für die Versorgung von Drehstrommotoren erzeugen.
Umrichter sind elektrisch ähnlich aufgebaut, dienen aber nicht der Steuerung und Versorgung eines elektrischen Motors, sondern arbeiten üblicherweise mit einer fixen Frequenz und Spannungsamplitude am Ausgang zur Versorgung mehrerer unterschiedlicher Verbraucher.
Frequenzumrichter und Umrichter sind elektronische Geräte ohne mechanisch bewegte Komponenten. Im Gegensatz dazu ist ein Umformer eine rotierende elektrische Maschine, wie sie unter anderem in Bahnstromumformerwerken verwendet wird.

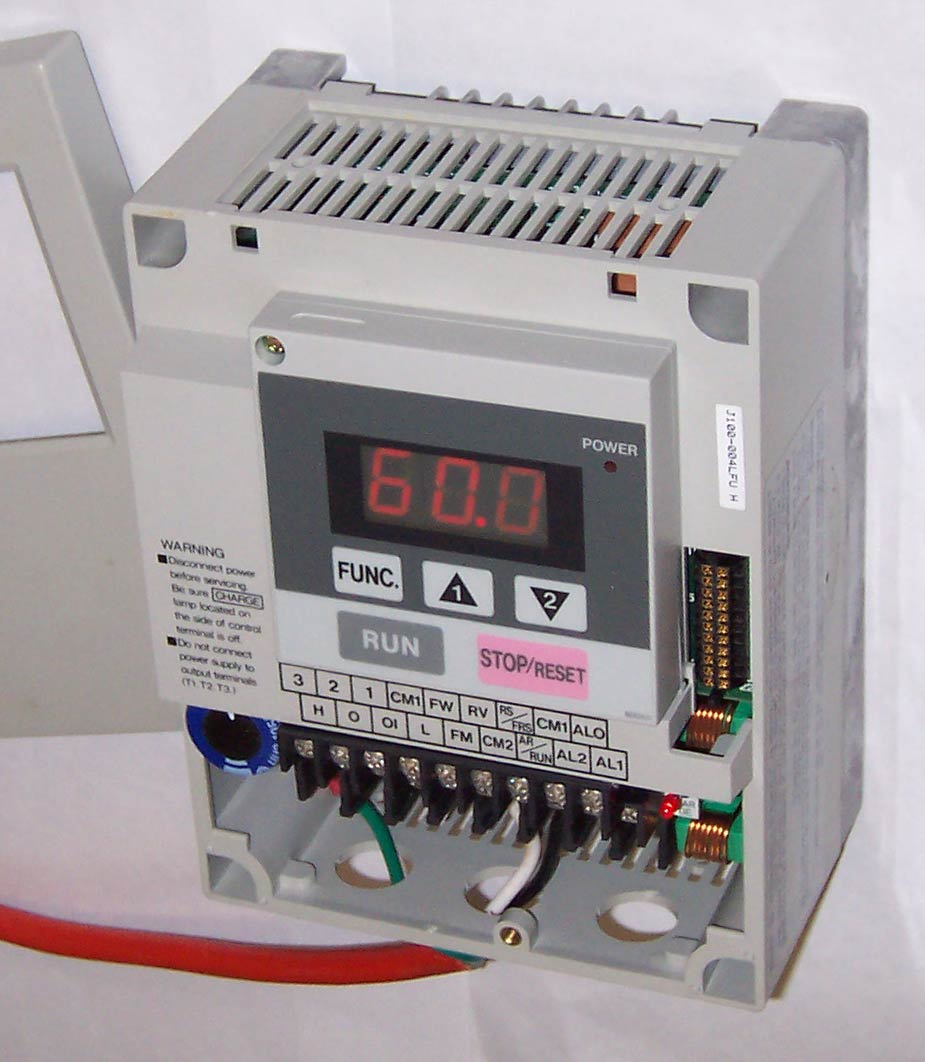
Kleinleistungs-Frequenzumrichter für den Betrieb von Asynchron-Drehstrommotoren

## Grundaufbau und Funktionsweise

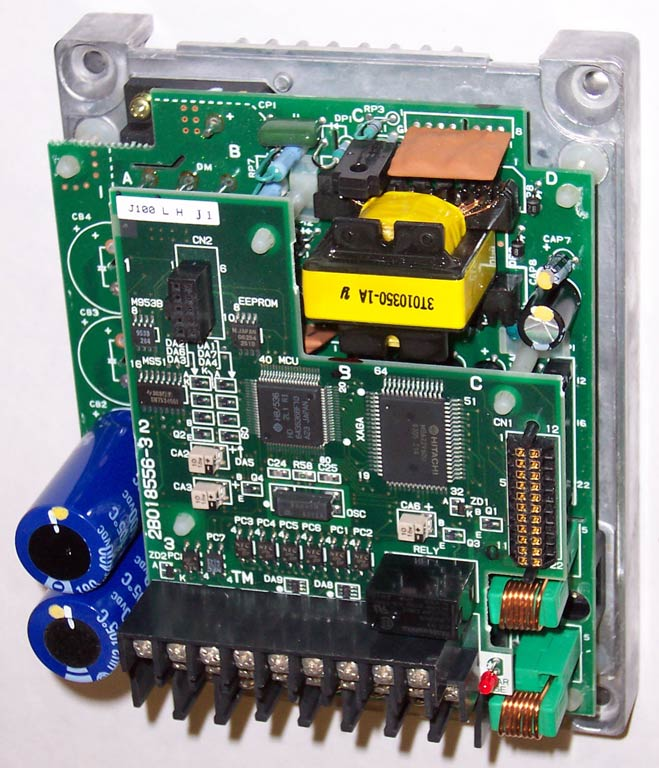
Elektronik eines Kleinleistungs-Umrichters

Im Prinzip besteht der indirekte, statische Frequenzumrichter aus einem Gleichrichter, der einen Gleichspannungs-Zwischenkreis speist, und einem aus diesem Zwischenkreis gespeisten Wechselrichter. Der Zwischenkreis besteht aus einem Kondensator zur Glättung der Gleichspannung und Induktivitäten zur Entstörung. Als Gleichrichter kommen dabei sowohl ungesteuerte als auch gesteuerte Brücken zum Einsatz. Die Speisung des Zwischenkreises kann bei Verwendung einer gesteuerten Brücke auch mit einer aktiven Leistungsfaktorkorrektur (PFC) erfolgen.
Am Zwischenkreis können mehrere Wechselrichter angeschlossen werden, daher findet man diese Art Frequenzumrichter sehr häufig in Werkzeugmaschinen. Realisierbar ist auch ein Zwischenkreis, welcher mit Gleichstrom und einer Glättungsdrossel als Speicherelement arbeitet. Das Speicherelement im Zwischenkreis, bei einem Gleichspannungskreis der Kondensator und bei Gleichstrom die Glättungsdrossel, überbrückt dabei die Lücken in der Energiezufuhr.
Außerdem gibt es Direktumrichter, auch als Matrixumrichter bezeichnet, die gänzlich ohne Zwischenkreis auskommen. Matrixumrichter benötigen eine lückenlose Energiezufuhr, üblicherweise werden diese Umrichter für Dreiphasenwechselstrom ausgelegt.
Der Wechselrichter arbeitet mit leistungselektronischen Schaltern (gesteuerten Brücken). Das können unter anderem Leistungstransistoren sein, wie
- Metall-Oxid-Halbleiter-Feldeffekttransistor (MOSFET),
- Insulated Gate Bipolar Transistor (IGBT),
- IGC-Thyristoren (IGCT).

Er erzeugt durch Pulsdauermodulation (PDM) eine veränderliche Spannung. Die Höhe der resultierenden Ausgangsspannung und auch deren Frequenz können in weiten Grenzen geregelt werden. Neben der Pulsdauermodulation gibt es auch Sinusfrequenzumrichter mit selbst oszillierender variabler Taktfrequenz, diese erzeugen am Ausgang eine rein sinusförmige Spannung.
Um bremsen zu können, besitzen einfache Frequenzumrichter einen sogenannten Brems-Chopper, der die überschüssige Energie aus dem Zwischenkreis in einen Bremswiderstand leitet und dort in Wärme umwandelt. Ansonsten würde die Zwischenkreisspannung ansteigen und die Kondensatoren zerstören. Der Chopper (Unterbrecher) wird pulsdauer-gesteuert zur quasianalogen Regelung der Heizleistung.
Für Bremsleistungen ab 1 kW – die Grenze ist fließend – werden aufwendigere rückspeisefähige Frequenzumrichter verwendet. Deren Vorteil liegt, finanziell gesehen, weniger in der Reduktion der Energiekosten, sondern in der Einsparung des Bremswiderstandes und dessen Kühlung. Dessen Eingangsschaltung vor dem Zwischenkreis ähnelt der Ausgangsschaltung sehr, nur die Frequenzvorgabe erfolgt netzseitig und mit Blindleistungsminimierung.
Ein Direktrichter mit Thyristoren kann nur Ausgangsfrequenzen kleiner als die Eingangsfrequenz erzeugen. Zwischenkreisumrichter und Direktumrichter mit IGBTs können dagegen auch Ausgangsfrequenzen erzeugen, die oberhalb der Eingangsfrequenz liegen (bis mehrere hundert Hertz).
Direktumrichter sind immer rückspeisefähig. Ein weiterer Vorteil von Direktumrichtern ist, dass diese bei gleicher Ein- und Ausgangsfrequenz ohne Schaltvorgänge praktisch verlustfrei arbeiten (Brückenbetrieb). Daher sind diese als Schwer- oder Sanftanlaufschaltung für ansonsten gleichmäßig laufende Antriebe (bspw. Fahrstühle) besonders geeignet.

## Technischer Hintergrund

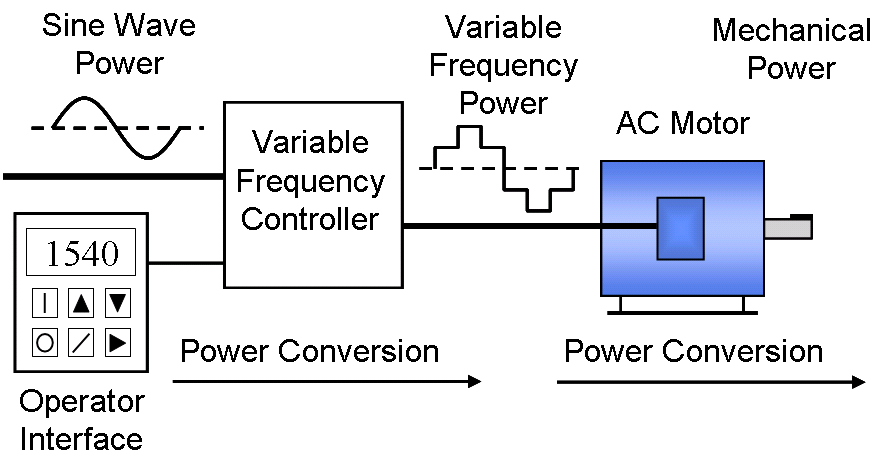
Prinzip eines Frequenzumrichters

Werden Asynchronmotoren direkt am Wechselspannungsnetz betrieben, haben sie eine von ihrer Polpaarzahl und der Netzfrequenz abhängige feste Drehzahl, die Nenndrehzahl. Beim Anlauf entstehen hohe Stromspitzenwerte und das Drehmoment ist gering. Dem wird konventionell mit verschiedenen Mitteln entgegengewirkt. Dazu gehören Stern-Dreieck-Schaltung, Anlasstransformator und Thyristor-Anlasser mit Phasenanschnittsteuerung. Auf diese Weise kann jedoch kein höheres Drehmoment unterhalb der Nenndrehzahl erreicht werden, ein Betrieb oberhalb der Nenndrehzahl ist ebenfalls nicht möglich.

### Erweiterter Drehzahlbereich
Frequenzumrichter ermöglichen es demgegenüber, stufenlos Drehzahlen von nahezu null bis zur Nenndrehzahl zu erreichen, ohne dass das Drehmoment sinkt (Grundstellbereich). Der Motor kann auch über Nenndrehfrequenz betrieben werden (Feldschwächbereich), dann sinkt das abgegebene Moment jedoch ab, da die Betriebsspannung nicht weiter der erhöhten Frequenz angepasst werden kann (Siehe U/f-Betrieb). Aufgrund dieser Eigenschaften sind Frequenzumrichter in der Industrie weit verbreitet und gestatten den Einsatz von preiswerten Standard-Asynchronmotoren in einem erweiterten Drehzahlbereich.
Der Grundstellbereich kann bei Motoren mit einer Typenschildangabe ihrer Leiterspannung von Δ/Y: 230 V/400 V an einem 400-V-Umrichter bis 87 Hz eingestellt {\displaystyle (50\,\mathrm {Hz} \cdot {\sqrt {3}})} und dadurch mit höherer Drehzahl bei Nenndrehmoment betrieben werden, wenn er in Dreieckschaltung angeschlossen wird. (Dies gilt sinngemäß ebenso für andere Netzspannungen.) Zu beachten ist jedoch u. a., dass der Eigenlüfter eine höhere Belastung darstellt und die Eisenverluste (frequenzabhängig) steigen, sodass der Motor thermisch oder mechanisch überlastet werden kann.
Für die kleinste untere Drehzahl (bzw. untere Grenzfrequenz) ist die Schlupf-Drehzahl (= Synchron-Drehzahl abzüglich Asynchron-Drehzahl beim Bemessungsmoment) und die Polzahl der elektrischen Maschine maßgeblich. Die Schlupf-Frequenz {\displaystyle (f_{SL})} im Rotor errechnet sich aus der Beziehung: Schlupf-Drehzahl {\displaystyle (n_{SL})} mal Polzahl {\displaystyle (p)} geteilt durch 60: {\displaystyle f_{SL}=\left({\tfrac {n_{SL}\cdot p}{60}}\right)}.
Die Schlupf-Frequenz muss für einen sicheren Betrieb überschritten werden (Faustformel: doppelte Schlupf-Frequenz für eine geeignete kleinste Drehzahl), da sonst der Motor im Stillstand blockiert. In modernen Umformern wird diese Einschränkung durch aktive Schlupfkompensation umgangen.

### Anlauf mit hohem Drehmoment
Durch Programmierung einer Frequenzrampe zum Anlauf sind auch schwierige Anlaufbedingungen ohne starke Überstromspitzen zu bewältigen.
Mit einer absteigenden Frequenzrampe ist auch das Abbremsen möglich. Viele Frequenzumrichter können dabei selbst überwachen, ob der Motor noch innerhalb eines zulässigen Schlupfes läuft und somit ein Abreißen des Drehfeldes verhindern. Umrichter mit Raumzeigermodulation (Space Vector Control) ermöglichen bei einem Asynchronmotor die getrennte Regelung von Drehmoment und Drehzahl, indem die Istfrequenz anhand der registrierten Rückwirkungen des Motors nachgeführt wird.

## Einsatz und Einschränkungen
Frequenzumrichter werden insbesondere an Drehstrommotoren eingesetzt, um deren Anlauf- und Drehzahlverhalten zu verbessern oder zu erweitern. Frequenzumrichter gibt es inzwischen auch für ein- oder zweiphasige Wechselstrommotoren wie z. B. Kondensatormotoren, um auch diese in der Drehzahl zu regeln. Dabei übernimmt der Frequenzumrichter ggf. die Bereitstellung der bislang vom Kondensator erzeugten zweiten Phase.
Es gibt auch einphasige Frequenzumrichter, bei deren Einsatz am Einphasenmotor mit Kondensator keine Änderungen vorzunehmen sind. Das ist besonders interessant bei bereits vorhandenen Antrieben wie Pumpen, Lüftern, Tischbohrmaschinen oder Antrieben für Transportbänder. Mit Einschränkungen können auch Spaltpolmotoren an solchen Frequenzumrichtern betrieben werden. Die Geräte fahren den Kondensatormotor zunächst mit Nennfrequenz hoch und reduzieren dann die Frequenz entsprechend der gewünschten Drehzahl. Das ist erforderlich, da der Kondensator nur bei Nennfrequenz die zum Start erforderliche Hilfsphase erzeugen kann. Aufgrund dessen können solche Frequenzumrichter nicht das Anlaufmoment erhöhen.
Frequenzumrichter erzeugen starke elektrische Störsignale auf der Motorzuleitung, die nicht nur andere Verbraucher stören können, sondern auch im Motor zu einer erhöhten Isolierstoffbelastung führen. Die Motorzuleitung muss zur Vermeidung von Störabstrahlungen oft geschirmt werden. Abhilfe kann auch ein sog. Sinusfilter zwischen Umrichter und Motor schaffen. Solche Sinusfilter unterscheiden sich von einem Netzfilter durch ihre niedrigere Grenzfrequenz und höhere Belastbarkeit.
Frequenzumrichter verlangen aus diesen Gründen eine fachgerechte Installation.
Bei Betrieb oberhalb der Nenndrehzahl treten im Motor erhöhte Wirbelstrom- und Hystereseverluste auf, was jedoch oft durch dessen ebenfalls schneller drehendes Lüfterrad ausgeglichen wird. Der Motor muss für die Frequenz für den Dauerbetrieb zugelassen sein. Langsamer drehende Motoren bis 3 Hz, wie oft in der Industrie verwendet, werden durch Fremdlüfter gekühlt, deren Drehzahl von einem sogenannten Fremdnetz, also Drehstrom von 50 oder 60 Hz, abhängt.
Frequenzumrichter mit Ausgangsfrequenzen über 600 Hz sind geeignet zur Ansteuerung von Zentrifugen zur Urananreicherung und unterliegen darum Dual-Use-Exportbeschränkungen. Die meisten deutschen Hersteller haben darauf reagiert, indem sie entweder nur noch Produkte (teils deutlich) unter dieser Grenzfrequenz anbieten oder ihre Produkte für größere Frequenzen mit spezieller Firmware anbieten. Derartige Anforderungen sind auch selten; man findet sie bisweilen etwa bei extrem hochtourigen Fräsmotoren sowie bei Turbopumpen. Geräte mit einer niedrigeren Grenzfrequenz sind keinen Beschränkungen unterworfen. Servoumrichter als Spezialfall sind eigentlich nicht für bestimmte feste Drehfeldfrequenzen gedacht, können aber sehr einfach so betrieben werden. Sie stellen darum exportrechtlich einen Grenzfall dar (ungefähr wie ein ziviler Bus, der aber auch ohne Mehraufwand als Truppentransporter benutzt werden kann …).

## Anwendungsgebiete
Bei Frequenzumrichtern unterscheidet man zwischen mehreren Hauptanwendungsgebieten, welche auch entscheiden, welcher Typ, also mit welcher Charakteristik, verwendet wird:

### Elektromobilität
Frequenzumrichter werden bei modernen Elektrischen Bahnen unter der Bezeichnung Traktionsstromrichter dazu verwendet, aus dem jeweiligen Bahnstromsystem der Oberleitung oder der Stromschiene den Drehstrom für die stufenlos regelbaren Drehstrom-Fahrmotoren zu generieren.
Der Traktionsstromrichter besteht typischerweise aus Vierquadrantensteller (4QS), einem mit Gleichspannung betriebenen Zwischenkreis (ZK), Pulswechselrichter (PWR) und in Gleichstromnetzen ggf. einem Bremssteller (BST). Bei Betrieb unter einem Gleichspannungsnetz kann auf den 4QS verzichtet werden.
Frequenzumrichter werden für den gleichen Zweck in Elektroautos verwendet, wobei hier die Traktionsbatterie stets eine Gleichspannung (in der Regel im Bereich von 300-800 V) liefert. Daher wird der Umrichter hier häufig Pulswechselrichter genannt.

### Pumpen- und Lüfteranwendungen
Hier wird zu Beginn (ab 0 Hz) fast kein Drehmoment benötigt, da der Luftwiderstand zu Anfang 0 ist. Das Drehmoment steigt jedoch ungefähr quadratisch an. Die Bemessungsdrehzahl entspricht dem Bemessungsdrehmoment.
Das Antriebsmoment sinkt quadratisch zur Drehzahl, damit sinkt das erforderliche Antriebsmoment bei einer Halbierung des Volumenstroms auf 25 %. Da sich die mechanische Antriebsleistung zu M×2×π×n berechnet, ist die Antriebsleistung jetzt nur noch ein Achtel der Nennleistung (M ⇔ Drehmoment, n ⇔ Umdrehungen pro Sekunde). Eventuelle Verluste des Umrichters sind dabei nicht berücksichtigt.

### Hebe- und Fortbewegungsanwendungen
Hier wird zu Beginn (ab 0 Hz) ein hohes Losbrechmoment benötigt, welches das Bemessungsmoment weit übersteigt (je nach Anwendung ca. 125–200 %). Da sich der Rotor des Motors danach gleichmäßig dreht bzw. gleichmäßig beschleunigt, bleibt das benötigte Drehmoment konstant. Dieses Drehmoment bewegt sich meistens etwas unterhalb der Drehmomentkennlinie des Motors.
Über den Umrichter kann hier auch ein Sanftanlauf der Anlage realisiert werden.

### Servoantriebe
Ein Servoantrieb ist ein elektronisch geregelter Antrieb mit Lage-, Geschwindigkeits- oder Drehmomentenregelung (oder eine Kombination derselben) für Anwendungen in Produktionsmaschinen und Automatisierungslösungen mit hohen bis sehr hohen Anforderungen an die Dynamik, die Stellbereiche und/oder die Genauigkeit der Bewegung. Servoantriebe werden häufig in Werkzeugmaschinen, Druckmaschinen, Verpackungsmaschinen oder Industrierobotern eingesetzt.
Ihr Einsatz ist dadurch gekennzeichnet, dass sie häufig mit starken Drehzahl- und Drehmomentänderungen sowie kurzzeitig mit hoher Überlast betrieben werden können. Servomotoren können in der Regel ihr Nennmoment auch im Stillstand unbegrenzt lange als Haltemoment erbringen. Einen Ausnahmefall können vertikale Achsen darstellen, hier kann bei geringen Einschaltdauern im Stillstand auch eine synchronisierte Abschaltung des Servomotors und Zuschaltung einer mechanischen Feststellbremse sinnvoll sein. Auch kann eine generelle Reduktion der Bewegungs- und Haltekräfte durch Gegengewichte oder Federn erfolgen. Die Dimensionierung des Antriebes einer vertikalen Last kann dadurch ggf. erheblich reduziert werden, im Betrieb dauerhaft anfallende Energiekosten entsprechend. Standardbeispiel ist hier das Schiffshebewerk: Nutzmasse in etwa immer ungefähr gleich, dadurch gut kompensierbar, erforderliche Antriebsleistung verhältnismäßig gering, Antriebsabschaltung und mechanische Bremse nicht nur gut möglich, sondern sehr erwünscht.
Besonders in der Personenbeförderung gewinnen Sicherheitsaspekte gegenüber jeglichen Kostenfaktoren zu Recht sowieso schnell die Oberhand. Eine Sicherheitsbetrachtung ist ohnehin unerlässlich, insbesondere bei gespeicherter potentieller Energie. Der kritischste Fall ist der Ausfall jeglicher Energiezufuhr, und der muss immer sicher sein. Haltebremsen müssen also ohne Stromzufuhr wirken. Vertikale Achsen dürfen darum auf permanente Energiezufuhr nur angewiesen sein, wenn bei einem Ausfall keinerlei Gefahr droht.

## Schnittstellen
Frequenzumrichter verfügen neben den Leistungsanschlüssen meist über digitale und/oder analoge Ein- und Ausgänge. An einem Analogeingang kann z. B. ein Potentiometer zur Einstellung der Ausgangsfrequenz angeschlossen werden.
Zur analogen Ansteuerung werden zum Beispiel die Einheitssignalpegel 0–10 V, 0–20 mA oder 4–20 mA genutzt.
Für die meisten Frequenzumrichter sind auch Anschaltungen für Feldbusse oder Industrial Ethernet verfügbar. Beispiele für solche Schnittstellen sind CAN mit CANopen oder DeviceNet Protokollen, Profibus mit PROFIdrive, Interbus oder die Ethernet basierten Lösungen EtherNet/IP mit CIP Motion, Profinet mit PROFIdrive, Ethernet POWERLINK, EtherCAT oder eine der drei SERCOS-Versionen. Damit sich diese Frequenzumrichter der unterschiedlichen Hersteller an diesen unterschiedlichen Feldbussen gleich verhalten, sind Antriebsprofile definiert worden. Vier dieser Antriebsprofile sind in der internationalen Norm IEC 61800-7 weltweit festgelegt worden.

## Parametrierung
Durch Parametrierung können Umrichter dem jeweils anzutreibenden Motor angepasst werden, um diesen optimal zu betreiben und zu schützen. In der Frühzeit geschah dies häufig durch Potentiometer und DIP-Schalter. Potis als rein analoge und somit schwer reproduzierbare Einstellelemente sind praktisch ausgestorben, DIP-Schalter finden bisweilen noch Anwendung besonders für Adresseinstellungen. Die nächste Stufe waren speziell zum Gerät passende Tastatur/Anzeigeeinheiten, gern als Keypads bezeichnet, die sich fest eingebaut oder aufsteckbar am Umrichter befinden und die Navigation in einer Menüstruktur zulassen. Eine PC-Software ist heute nahezu bei allen Herstellern Standard; über eine proprietäre Schnittstelle oder einen der vielen Industriestandards wird eine Online-Verbindung hergestellt, die eine komfortable Inbetriebnahme mit Anzeige von Aktualwerten, Steuern vom PC und auch das Sichern ermittelter Konfigurationen gestattet.
Fertige Datensätze können über eine Schnittstelle oder einen Datenträger in den Umrichter geladen werden. Für diesen Zweck sowie zur schnellen Diagnose und Parameteränderung sind auch heute noch Keypads beliebt und verbreitet.
Digitale Frequenz- und Servorumrichter beinhalten eine enorme Rechenleistung. Das hat folgenden Hintergrund: als Regeltakte sind 2/4/8/16 kHz üblich, wobei alles unter 16 kHz in leisen Umgebungen quälende Geräuschbelastungen ergibt. Der Trend geht darum hin zu möglichst hohen Takten. Reziprok dazu ergeben sich Bearbeitungszeiten bzw. Regeltakte von 500/250/125 oder sogar 62,5 µs. Entsprechend leistungsfähige CPUs bieten darum leicht noch Potential für zusätzliche Features wie einfache Ablaufsequenzen, aber auch für vollwertige Soft-SPS. Man kann diese nutzen (für sehr simple Anwendungen mit hohem Kostendruck geschieht das mitunter), allgemein werden sie aber eher schlecht angenommen. Die klare Trennung in Controller, HMI und Motion, auch in der Hardware, wird nach wie vor deutlich bevorzugt.
Viele Modelle können selbst die Antriebseigenschaften messen (häufig als Autotune bezeichnet) und ihre Regelparameter im Rahmen der Inbetriebnahme selbständig einstellen.

## Rückspeisung und Vierquadrantenbetrieb

Vierquadrantenbetrieb eines Elektromotors

Ist der Umrichter in der Lage, in beiden Drehrichtungen Energie aus dem Zwischenkreis zum Motor und beim Bremsen auch zurück in den Zwischenkreis zu übertragen, spricht man von Vierquadrantenbetrieb.
Da der Kondensator im Zwischenkreis im Brems- bzw. Generatorbetrieb geladen wird, muss bei nicht rückspeisefähiger Eingangsgleichrichtung Überspannung verhindert werden. Entweder der Frequenzumrichter reduziert das Bremsmoment oder es ist ein Bremschopper vorhanden. Dieser schaltet periodisch einen Bremswiderstand zu, um die Energie abzubauen.
Rückspeisefähige Umrichter können die Energie aus dem Zwischenkreis durch Wechselrichtung auf Netzfrequenz in das Netz zurückübertragen.
Alle Arten von Motoren arbeiten mit rückspeisefähigen Umrichtern bei abnehmender Drehzahl oder negativem Drehmoment (Bremsbetrieb) als Generator. Das ist insbesondere für Fahrzeuge, Antriebe von Aufzügen und Kränen und Fahrstühlen interessant. Auch Lokomotiven können dadurch die Bremsenergie rückspeisen, wenn das Netz es zulässt. Siehe auch Nutzbremsung. Die Rückspeisung bei Hybridelektrokraftfahrzeugen gelangt entweder in die Batterie oder einen Doppelschichtkondensator.
Bei Windkraftanlagen und in kleinen Wasserkraftwerken wird oft ein preiswerter Asynchrongenerator (ebenso aufgebaut wie ein Asynchronmotor) verwendet werden, ohne dass dessen Drehzahl an die Netzfrequenz gekoppelt ist.
Der DC-Zwischenkreis kann zur Energierückgewinnung auch an den Zwischenkreis eines oder mehrerer weiterer Frequenzumrichter angeschlossen werden.

## Betriebsarten

### U/f-Betrieb

U/f-Kennline

Das ist die einfachste Betriebsweise eines Frequenzumrichters. Der Umrichter regelt die Motorspannung und die Frequenz in einem konstanten Verhältnis. Frequenz und Spannung werden bis zur Nennfrequenz des Motors zueinander proportional gehalten. Das ist aufgrund des induktiven Verhaltens des Motors nötig und führt zu einem über weite Bereiche konstanten Drehmoment, ohne den Motor strommäßig zu überlasten.
Bei sehr geringen Drehzahlen führt diese Betriebsart aufgrund des ohmschen Widerstandes der Wicklung jedoch zu einem geringeren Drehmoment. Um das zu beheben, kann oft eine Spannungsanhebung (Boost) im unteren Frequenzbereich eingestellt werden (I×R-Kompensation).
Beim U/f-Betrieb variiert die Drehzahl des angeschlossenen Motors abhängig von dessen Belastung.
Eine konstante Drehzahlrückführung kann entweder mit einer Regelung mittels Drehzahlgeber erreicht werden oder mittels Schlupfkompensation, die es ermöglicht, eine konstante Drehzahl ohne Drehzahlrückführung zu realisieren. U/f-Betrieb ist daher nur bei geringen Anforderungen an die Drehzahlkonstanz und ohne Schweranlauf ausreichend.
Die obenstehende Kennlinie zeigt, dass der magnetische Fluss bis zur Nennfrequenz des Motors konstant gehalten wird. Wird ein Drehstrom-Asynchronmotor mit einem Frequenzumrichter über dessen Nennfrequenz betrieben, befindet sich der Motor im Feldschwäch-Bereich. Die Ausgangsspannung des Umrichters erreicht an diesem Punkt ihren Maximalwert und das Drehmoment sinkt.

### Feldorientierte Regelung
Die Vektorregelung oder auch feldorientierte Regelung besteht aus einem Drehzahlregler auf der Basis eines unterlagerten Stromreglers. Die momentanen Blind- und Wirkstromkomponenten werden geregelt. In einem elektronisch im Umrichter abgelegten Motorenmodell werden die Motorkennwerte gespeichert oder ggf. sogar selbsttätig ermittelt und adaptiert. Das hat den Vorteil, dass es keine separate Drehzahlmessung und -rückführung geben muss, um Drehzahl und Moment zu regeln.
Die rückgeführte, zur Regelung genutzte Größe ist der Momentanstrom. Anhand dessen Betrag und Phasenlage zur Spannung können alle erforderlichen Motorzustände (Drehzahl, Schlupf, Drehmoment und sogar die thermische Verlustleistung) ermittelt werden.
Auf diese Weise sind nicht nur hohe Drehzahl- und Drehmomenteinstellbereiche möglich, sondern das Moment bei Drehzahlen unterhalb der Nenndrehzahl kann kurzzeitig das Mehrfache des Motor-Nennmomentes betragen. Die Steuerung erkennt am zunehmenden Schlupf, dass das Drehmoment nicht ausreicht. Da der ohmsche Widerstand der Motorwicklung im kalten Zustand bekannt ist und ständig gemessen wird, ist eine thermische Überlastung auch ohne Temperatursensor erkenn- bzw. vermeidbar.
Frequenzumrichter benutzen Signalprozessoren beziehungsweise Mikrocontroller, um diese Informationen aus dem Motorstrom zu gewinnen und zu verarbeiten.

### Kommutierungsarten
Kommutierung nennt man analog zum Kommutator bei Gleichstrommaschinen die Steuerung der Stromzufuhr zu den Motorwicklungen durch die Halbleiterschalter im Frequenzumrichter. Die Verfahren entsprechen denen bei der Kommutierung von bürstenlosen Gleichstrommotoren. Man unterscheidet folgende Kommutierungssarten:
- Raumzeigermodulation, auch als Sinuskommutierte Pulsweitenmodulation bezeichnet (englisch Space Vector PWM)
- Blockkommutierte Pulsweitenmodulation, auch als Blockkommutierung bezeichnet. (für Synchronmaschinen)
- Seltener: Hystereseregler (Zweipunktregler)

Bei einer Blockkommutierung werden immer genau 2 von 3 Drehstromwicklungen bestromt. Die dritte Wicklung ist unbenutzt und wird von einigen Frequenzumrichtern zur Messung der am Rotor induzierten Spannung benutzt, um den momentanen Lagewinkel des Rotors zu ermitteln. Damit können permanenterregte Maschinen vom Frequenzumrichter ohne die sonst erforderlichen zusätzlichen Sensoren wie Absolutwertgeber kommutiert werden, müssen allerdings während der Startphase, aufgrund der niedrigen Drehzahl, blind kommutiert werden. Aufgrund der konstanten magnetischen Durchflutung ergeben sich gegenüber einer Sinuskommutierung kaum Nachteile in der Welligkeit des Drehmoments oder des Wirkungsgrads. In Analogie zu einem Schrittmotor spricht man in dieser Betriebsart auch von einem 6-Schritt-Betrieb.

Zum Betrieb von Asynchronmaschinen ist eine Sinuskommutierung durch den Frequenzumrichter üblich (Sinusumrichter; die Pulsweiten werden sinusförmig moduliert). Dabei sind immer genau 3 von 6 Halbleiter-Schaltern eingeschaltet. Die Erzeugung der Schaltsignale erfolgt in der Regel durch Mikrocontroller, welche speziell für Motoranwendungen in Ausführungen mit 6 PWM-Ausgängen erhältlich sind. 

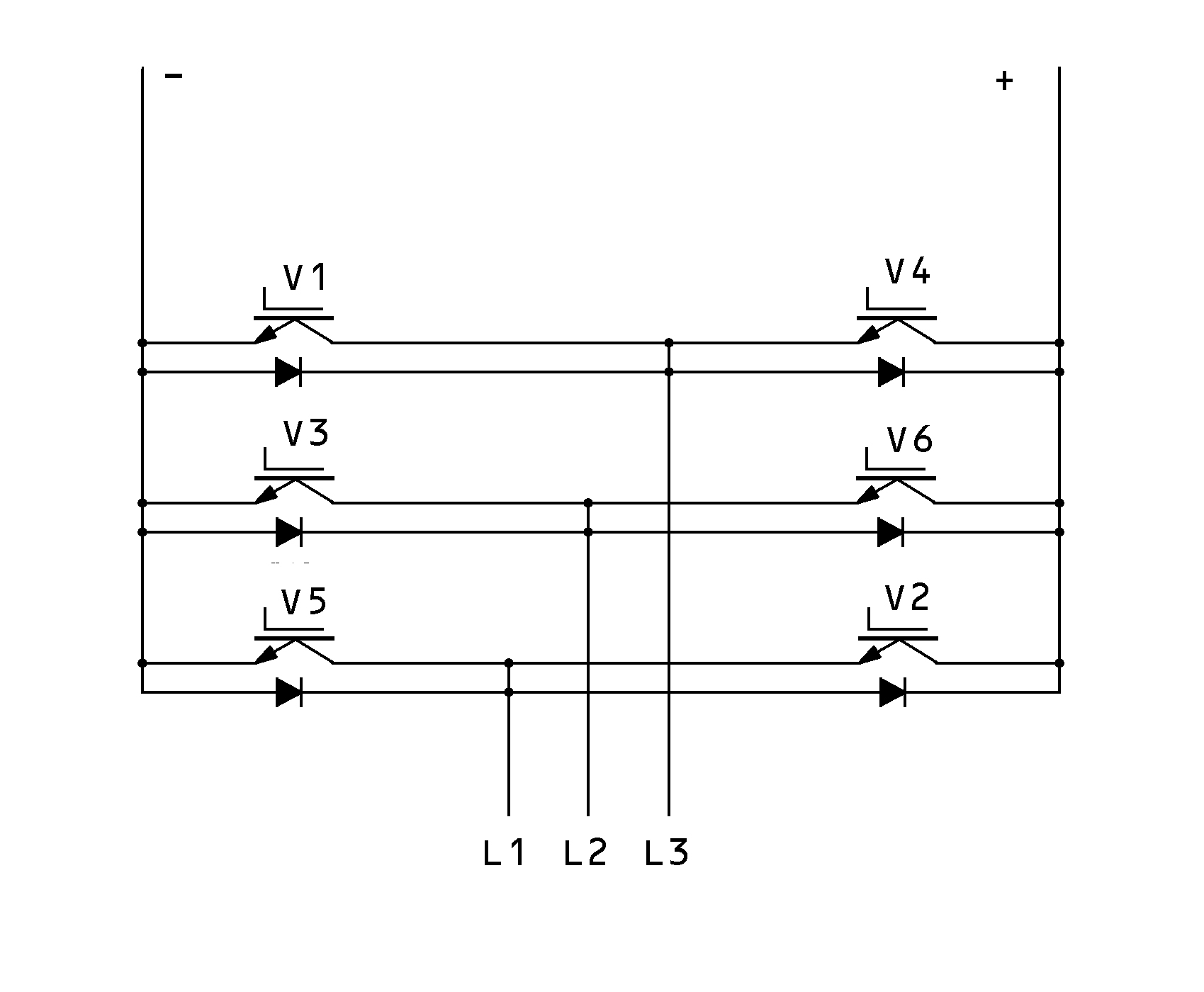
Wechselrichter mit IGBTs und antiparallelen Dioden

Die sechs Transistoren und ihre antiparallelen Dioden in der nebenstehenden Wechselrichterschaltung sind in der Reihenfolge ihres Leitbeginns bei Blockkommutierung nummeriert. Als eingeschaltet gilt ein Transistor, wenn er selbst oder seine Diode leitet.
Es sind die folgenden 8 Schaltzustände möglich:
| Nummer | Eingeschaltet | Schaltzustand der Brückenzweige |
| ------ | ------------- | ------------------------------- |
| 0      | V2, V4, V6    | 000                             |
| 1      | V1, V2, V3    | 110                             |
| 2      | V2, V3, V4    | 010                             |
| 3      | V3, V4, V5    | 011                             |
| 4      | V4, V5, V6    | 001                             |
| 5      | V5, V6, V1    | 101                             |
| 6      | V6, V1, V2    | 100                             |
| 7      | V1, V3, V5    | 111                             |

Die Zustände 1 bis 6 bilden an einer symmetrischen Last phasenverschobene Sternspannungen mit den Augenblickswerten +Uo/3, +2Uo/3, +Uo/3, -Uo/3, −2Uo/3, -Uo/3, +Uo/3, … usw. Ihre Grundschwingungen entsprechen einem Drehstromsystem.
Die Zustände 0 und 7 schalten die Last spannungsfrei. Sie werden benutzt, um die Ausgangs-spannungen im kurzfristigen Mittel zu verringern. Ein sinusförmiger Strom wird nun durch eine zeitgewichtete Umschaltung zwischen den 8 Zuständen erreicht.
Zur Verminderung von Schaltvorgängen und der zugehörigen Schaltverluste werden die Zustände
in ihrer Reihenfolge sinnvoll kombiniert. Nehmen wir an, die Spannung an der Last soll in kleinen Schritten bei verminderter Spannung vom Schaltzustand 1 (V1V2V3) zum Zustand 2 (V2V3V4) verändert, d. h. die angeschlossene Maschine um 60°-elektrisch weitergedreht werden. Dafür bietet sich die Schaltfolge
…V1V2V3, V1V3V5, V2V3V4, V2V4V6, V2V3V4, V1V3V5, V1V2V3…usw. an.
Die einzelnen Leitzeiten ergeben sich aus dem verwendeten Steueralgorithmus und aus der Höhe des geforderten Parameters (Spannung, Strom, Drehmoment).
Mit dieser Reihenfolge der Schaltzustände findet immer nur ein Schaltvorgang bei jeder Kommutierung statt. Übliche PWM-Frequenzen in der Antriebstechnik liegen zwischen 2 kHz und ca. 20 kHz. Mit zunehmender Schaltfrequenz wird der Sinus besser angenähert, die Schaltverluste im Umrichter nehmen zu, die Verluste im Motor durch den besser sinusförmigen Stromverlauf ab.

### Optimierung durch Überlagerung von Oberschwingungen
Für eine weitere Optimierung der Sinuskommutierung ist die Überlagerung der dritten Harmonischen zur gewünschten Ausgangsfrequenz gebräuchlich.

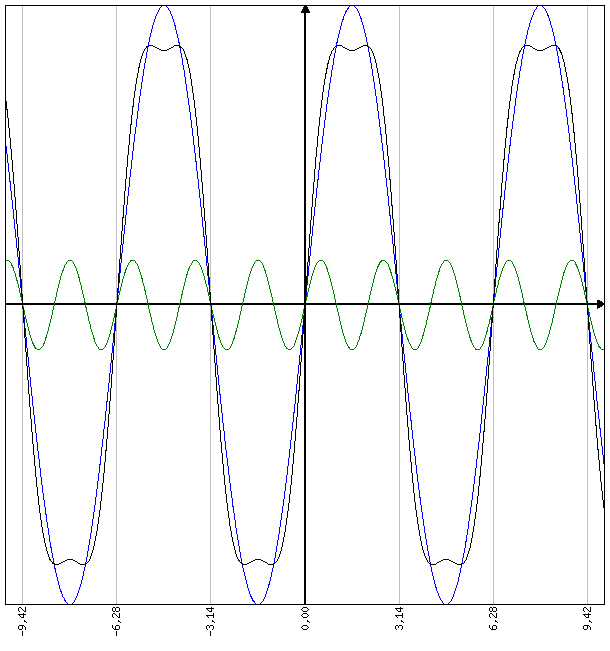
Sinus mit dritter Oberschwingung

Blau dargestellt ist ein normaler Sinus {\displaystyle f_{1}(x)=100\cdot \sin(x)}. Der Faktor 100 soll eine Modulation mit PWM von 0 bis 100 % symbolisieren.
Grün dargestellt ist die dritte Harmonische {\displaystyle f_{2}(x)=15\cdot \sin(3x)}. Die Frequenz ist genau 3-mal so hoch und die Phasenlage gleich wie die Grundschwingung {\displaystyle f_{1}(x)}. Die Amplitude mit 15 % Pulsweite wurde zunächst willkürlich gewählt. Die schwarz dargestellte Kurve zeigt nun eine Addition beider Sinusfrequenzen mit {\displaystyle f_{1}(x)+f_{2}(x)}. Es entsteht ein resultierendes Signal mit kleinerer Amplitude, welches eher einem Rechtecksignal als einer Sinuskurve ähnlich ist. Außerdem ist der Maximalwert der Amplitude kleiner als die ursprünglich unverzerrte Sinuskurve, weil die 3. Harmonische Frequenz am Maximalwert der Grundschwingung immer ihr umgekehrtes Maximum hat. Werden beide Sinusschwingungen nun in einem Mikrocontroller über eine Tabelle erzeugt, so wird zur Addition keine Rechenleistung benötigt und der Pulsweitenmodulator ist nur zu etwa 85 % seines möglichen maximalen Arbeitsbereichs ausgenutzt. Die verbleibenden 15 % können zur Leistungssteigerung des Frequenzumrichters benutzt werden.
Nun ist es jedoch äußerst problematisch, verschiedene Drehstromverbraucher (u. a. Asynchronmotoren) mit anderen Kurvenformen als mit Sinus zu betreiben. Daher wird im Folgenden noch gezeigt, dass die Kommutierung mit der dritten Harmonischen keinerlei Einfluss auf die Sinuskurvenform am Ausgang des Frequenzumrichters hat.
- Blau dargestellt ist {\displaystyle L_{1}(x)=100\cdot \sin(x)}
- Grün dargestellt ist {\displaystyle L_{2}(x)=100\cdot \sin \left(x+{\frac {2\pi }{3}}\right)}
- Rot dargestellt ist {\displaystyle L_{3}(x)=100\cdot \sin \left(x+{\frac {4\pi }{3}}\right)}

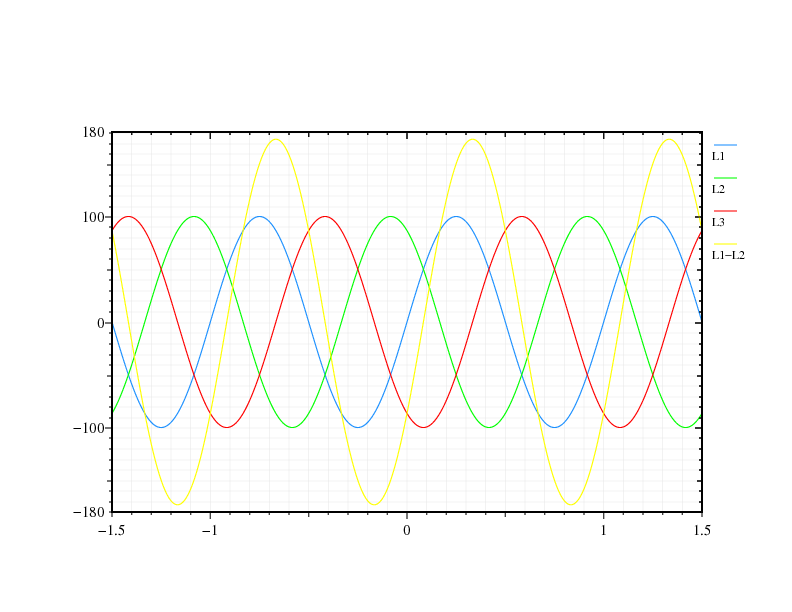
Differenzspannung zwischen zwei Phasen

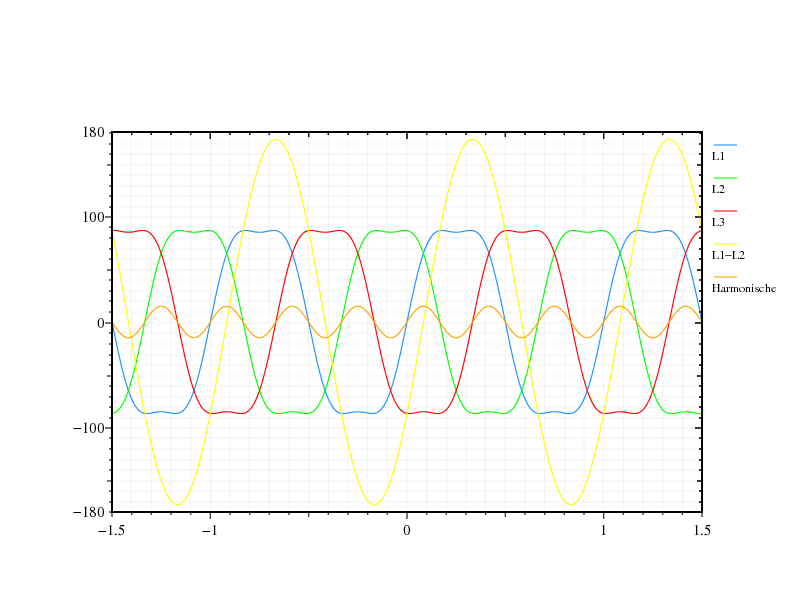
Differenzspannung zwischen zwei Phasen mit dritter Oberschwingung

Das ergibt das übliche Bild von 3 Drehstromphasen. Wird nun anstelle einer Sternschaltung ein Verbraucher zwischen den Phasen angeschlossen (Dreiecksschaltung), so ergibt sich als Differenzspannung zwischen 2 beliebigen Phasen jeweils wieder eine sinusförmige Spannung mit erhöhter Amplitude (gelb dargestellt). Ergibt also die Differenz von {\displaystyle L_{1}(x)-L_{2}(x)} ein sinusförmiges Resultat, so bleibt das weiterhin gültig, wenn zu {\displaystyle L_{1}(x)} und {\displaystyle L_{2}(x)} jeweils eine gleiche Funktion hinzugerechnet wird. Bei einer Verschiebung von {\displaystyle {\tfrac {2\pi }{3}}} zwischen den Drehstromphasen ist die dritte Oberschwingung (orange dargestellt) zur nächsten Phase jedoch völlig identisch, da sie um genau eine volle Periode verschoben ist. Daher ergeben sich bei der Kommutierung mit der 3. Oberschwingung am Ausgang des Frequenzumrichters wiederum sinusförmige Spannungen und Ströme und zwar unabhängig davon, ob der Verbraucher in Stern oder Dreieck angeschlossen ist.
Die dadurch erreichte Leistungssteigerung des Frequenzumrichters sowie eines daran angeschlossenen Antriebs liegt in der Regel bei etwa 15 %. Das entspricht etwa dem Amplitudenverlust einer 6-Puls-Drehstrom-Gleichrichterschaltung, welcher im Zwischenkreis etwa 86 % der Spitzenspannung liefert.

## EMV-Problematik

### Schaltvorgänge
Frequenzumrichter arbeiten mit steilen Schaltflanken, um die Verlustleistung zu minimieren und einen hohen Wirkungsgrad zu erzielen. Bei IGBT-Frequenzumrichtern für 400 V Netzbetrieb (560 V Zwischenkreisspannung) schalten die IGBTs innerhalb von wenigen 100 ns um. Das führt zu einer hohen Spannungssteilheit an den Motorleitungen und im Motor. Selbst eine vom Hersteller des Frequenzumrichters empfohlene kapazitätsarme, geschirmte Motorleitung darf wegen ihres Kapazitätsbelages und der hierdurch verursachten Umladeverluste in den IGBT eine bestimmte Länge (z. B. 20 m) nicht überschreiten. Bei längeren Motorleitungen wachsen die Spitzenströme zwar aufgrund des Wellenwiderstandes nicht weiter an, es kommt jedoch zu Reflexionen und Resonanzen, die u. a. die Motorisolation zusätzlich zur ohnehin gegebenen Mehrbelastung strapazieren.
Wenn eine Motorleitung nicht oder nicht ausreichend induktivitätsarm angeschlossen ist, können die Störungen in andere Schaltungsteile einkoppeln. Die Koppelmechanismen sind kapazitiv, induktiv oder über Erdschleifen.
Ein geeigneter Anschluss der Motorleitung ist z. B. die beidseitige großflächige Auflage der Schirmung.
Die Elektromagnetische Verträglichkeit kann auch durch Netz- und Motorstromfilter erreicht bzw. verbessert werden. Motorstromfilter (Sinusfilter) gestatten lange Zuleitungen und können darüber hinaus den Motor vor zusätzlicher Belastung durch die Schaltflanken schützen und dadurch die Zuverlässigkeit erhöhen.
Da ein Teil der Filterströme gegen Masse abfließt, ist ein TN-S-Netzsystem und/oder eine gute örtliche Erdverbindung notwendig. Viele Frequenzumrichter haben wegen dieser Filter erhöhte Ableitströme >3,5 mA und erfordern daher eine Festinstallation.
Die Produktnorm für Frequenzumrichter EN 61800-3 legt Grenzwerte für Störaussendungen fest.

### Netzrückwirkungen
Ein einfacher Frequenzumrichter besteht netzseitig aus einem ungesteuerten Gleichrichter und einem Gleichspannungs-Zwischenkreis mit Elektrolytkondensatoren als Energiespeicher und zur Glättung der Zwischenkreisspannung.
Das Netz (Spannungsquelle mit niedriger Impedanz) und der Zwischenkreis (Kondensatoren) werden mit Hilfe der Gleichrichterdioden aufeinandergeschaltet. Das führt zu impulsartigen Ladeströmen (geringer Stromflusswinkel), die das Netz belasten. Solche Frequenzumrichter führen zu einer starken Belastung von Netz und Zwischenkreis durch einen erhöhten Effektivstrom und es reduziert sich unter Umständen die Lebensdauer des Frequenzumrichters. Durch Vorschalten von Netzdrosseln lassen sich diese Netzrückwirkungen mildern.
Frequenzumrichter, die ohne Zwischenkreiskondensator direkt aus dem Drehstrom-Netz über synchron gesteuerte Leistungshalbleiter zugleich gleich- und umrichten (Matrix-Umrichter) vermeiden diese hohen Oberwellenströme. Die stattdessen höherfrequenz gepulste Leistungsentnahme lässt sich wesentlich einfacher, d. h. mit kleinen Kondensatoren und Drosseln filtern als die Impulse bei ungesteuerten Gleichrichtern. Nachteilig ist hierbei eine leicht reduzierte maximale Ausgangsspannung, da keine Spitzenwert-Gleichrichtung stattfindet.
Eine weitere Variante ist die Vorschaltung einer Leistungsfaktorkorrekturfilter-Stufe (PFC) zur Ladung des Zwischenkreiskondensators, die auch rückspeisefähig sein kann. Das erlaubt einen weitgehend netzrückwirkungsfreien Betrieb und vermeidet überdies Drehmoment-Schwankungen aufgrund von Interferenzen zwischen Netz- und Ausgangsfrequenz.
Netzrückwirkungen für Frequenzumrichter sind in EN 61000-3 festgelegt. Festlegungen werden für Frequenzumrichter bis zu einer Anschlussleistung (Strom-Äquivalent) von 75 A je Phase getroffen. Anlagen mit größeren Anschlussleistungen (> 75 A je Phase) können benachbarte Anlagen und möglicherweise ein gesamtes Niederspannungsnetz maßgeblich beeinflussen und werden zur Konzeption einer Entstörung einer individuellen Beurteilung nach Maßgabe aktueller Technischer Regeln unterzogen.
Es werden speziell optimierte, doppelt geschirmte und kapazitätsarme Kabel für die Verbindung von Motor und Umrichter angeboten. Zur Auflage der Schirme werden EMV-Verschraubungen verwendet.

## Auswirkungen auf den Elektromotor
Da Umrichter mit hoher Spannungsänderungsgeschwindigkeit du/dt arbeiten, ist die Wicklungsisolation des Motors im Vergleich zum Normalbetrieb Belastungen durch Teilentladungen (TE) ausgesetzt. Bei langen Leitungen (z. B. > 25 m) können durch Reflexionen und Einschwingvorgänge Spannungsspitzen bis zum Zweifachen der Zwischenkreisspannung {\displaystyle (U_{\text{max}}\approx 2\cdot U_{\text{ZK}}\approx 2{,}8\cdot U_{\text{Netz}}\quad {\text{z. B.: }}2{,}8\cdot 400\,\mathrm {V} =1120\,\mathrm {V} )} auftreten.
Die Isolation der Motorwicklungen erfährt hierdurch eine Dauerbeanspruchung, die die Lebensdauer beeinträchtigt. Die Spannung an der Wicklung ändert sich so schnell, dass in ungünstigsten Fällen (bei parallelen Spulengruppen und wilder Wicklung) die Isolation zwischen zwei sich berührenden Drähten mit der vollen Spitzenspannung beansprucht wird.
Zusätzlich kann es durch Kapazitäten oder ungeeignete Installation zum Stromfluss zwischen Motorwelle über die Lager zum geerdeten Gehäuse kommen. Dies führt zu Elektroerosion in den Lagern und zum frühzeitigen Verschleiß. Zusätzlich zu einer für Umrichterbetrieb geeigneten Auswahl des Motors (siehe DIN VDE 0530-25) werden geeignete Vorkehrungen bei der technischen Auslegung und bei der Installation getroffen. Einerseits wird der Störpegel z. B. durch Sinusfilter und EMV-gerechte Verkabelung reduziert oder eine elektrisch isolierende Kupplung zwischen Motorwelle und Abtrieb verhindert den Stromfluss.
Es kann bei umzurüstenden Anlagen eine Erneuerung der Motorwicklungen durch eine mit geeigneter Spannungsfestigkeit oder ein Austausch einzelner Motoren erforderlich werden.

## Geräuschverhalten
Da die PWM-Taktfrequenzen oft im Hörbereich liegen, entstehen oft störende Geräusche. Ursache sind Kondensatoren, piezoelektrische Effekte, Magnetkräfte oder Magnetostriktion. Zur Vermeidung solcher Geräusche wird die Pulsfrequenz, wenn möglich, auf >16 kHz erhöht, was allerdings die Verlustleistung des Frequenzumrichters erhöht. Dadurch verschlechtert sich auch die EMV und die Motorbelastung steigt. Die Pulsfrequenz kann besonders bei kleinen Umrichtern vom hörbaren Bereich auf >16 kHz verstellt werden.
Manche Frequenzumrichter können die PWM-Frequenz um einen Mittelwert zyklisch verändern (wobbeln). Die subjektive Geräuschwahrnehmung und die spektrale Verteilung der elektrischen Störungen werden dadurch verbessert. Das Wobbeln der Pulsfrequenz hat keinen Einfluss auf das Betriebsverhalten des Motors.

## Alternativen
Anstelle von Frequenzumrichtern können Strömungsgetriebe (Turboregelkupplungen) eingesetzt werden. Die Leistungsübertragung erfolgt hier durch ein Fluid. Üblicherweise werden Turboregelkupplungen dort eingesetzt, wo mechanische Antriebe bereits vorhanden sind und eine Regelung derselben nicht möglich ist. Strömungsgetriebe sind wesentlich teurer als Frequenzumrichter und verursachen keine elektromagnetischen Störungen. Der Wirkungsgrad ist geringer als der von Umrichtern.
Die klassische Alternative bei großen Leistungen ist ein Leonardsatz.
Gleichstromantriebe können durch eine einfachere Choppersteuerung geregelt werden, haben jedoch einen Bürstenverschleiß.

### Normen
- DIN IEC 61800-3 (VDE 0160-103):2012-09 Drehzahlveränderbare elektrische Antriebe. Teil 3: EMV-Anforderungen einschließlich spezieller Prüfverfahren
- DIN IEC 61800-5-1 (VDE 0160-105):2008-04 Elektrische Leistungsantriebssysteme mit einstellbarer Drehzahl. Teil 5-1: Anforderungen an die Sicherheit – Elektrische, thermische und energetische Anforderungen (IEC 61800-5-1:2007)
- DIN EN 61000-3-2; VDE 0838-2:2010-03:2010-03 Elektromagnetische Verträglichkeit (EMV). Teil 3-2: Grenzwerte – Grenzwerte für Oberschwingungsströme (Geräte-Eingangsstrom <= 16 A je Leiter) (IEC 61000-3-2:2005 + A1:2008 + A2:2009); Deutsche Fassung EN 61000-3-2:2006 + A1:2009 + A2:2009
- DIN EN 61000-3-12 (VDE 0838-12):2012-06 Elektromagnetische Verträglichkeit (EMV). Teil 3–12: Grenzwerte – Grenzwerte für Oberschwingungsströme, verursacht von Geräten und Einrichtungen mit einem Eingangsstrom >  16 A und <= 75 A je Leiter, die zum Anschluss an öffentliche Niederspannungsnetze vorgesehen sind (IEC 61000-3-12:2011)
- DIN VDE 0530-17:2007-12 Drehende elektrische Maschinen. Teil 17: Umrichtergespeiste Induktionsmotoren mit Käfigläufer – Anwendungsleitfaden (IEC/TS 60034-17:2006; Ersatz für: DIN IEC/TS 60034-17 (VDE 0530-17):2004-01)
- DIN VDE 0530-25:2009-08 Drehende elektrische Maschinen. Teil 25: Leitfaden für den Entwurf und das Betriebsverhalten von Drehstrommotoren, die speziell für Umrichterbetrieb bemessen sind (IEC/TS 60034-25:2007); Deutsche Fassung CLC/TS 60034-25:2008 (Ersatz für: DIN CLC/TS 60034-25 VDE V 0530-25:2006-01)